# BYD Destroyer 05

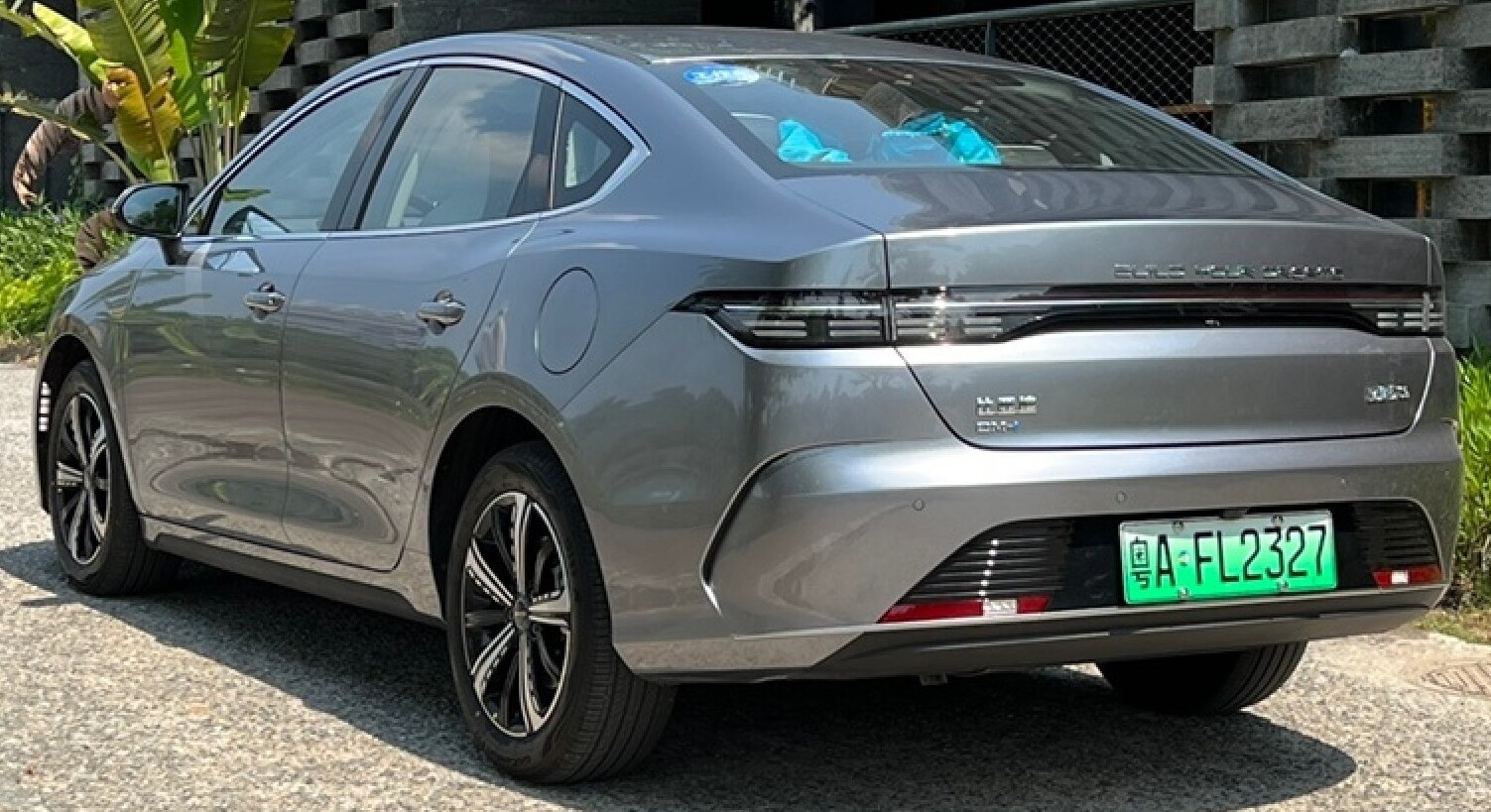
Вид сзади

BYD Destroyer 05 (кит. 比亚迪驱逐舰05; пиньинь: Bǐyǎdí qūzhújiàn 05) — компактный автомобиль китайской компании BYD. Является первым гибридным автомобилем компании. 
На рынке Узбекистана официально известен как BYD Chazor.

## Описание
BYD Destroyer 05 был представлен на автосалоне в Гуанчжоу в ноябре 2021 года. С марта 2022 года автомобиль поставляется в Китай. 
С 2024 года также собирается на совместном китайско-узбекском заводе в Джизаке под брендом BYD Chazor и поставляется на рынок Узбекистана.
Запас хода составляет 120 км. От 30 до 80% автомобиль заряжается за 25 минут. Интерьер оснащён приборной панелью размером 220 мм и сенсорным экраном размером 400 мм.
Также BYD Destroyer 05 оснащён интеллектуальной системой помощи при вождении DiPilot, которая предоставляет пользователям расширенные функции помощи при вождении, включая активное торможение, удержание полосы движения, адаптивный круиз-контроль, а также распознавание и защиту пешеходов.

## Технические характеристики
BYD Destroyer 05 оснащается 1,5-литровым бензиновым двигателем с подключаемым модулем EHS BYD DM-i мощностью 81 кВт (110 л. с.). Двигатель сочетается в паре с одним или двумя электродвигателями в зависимости от комплектации автомобиля. Также имеется возможность дистанционного управления с помощью iPhone.